# Norgesmesterskabet i boksning 1927
Norgesmesterskabet i boksning 1927 blev arrangeret 26-27. marts af Trondhjem Boksekrets i Arbeiderforeningen, Trondhjem.

## Medaljevindere
Kongepokalen blev vundet i vægtklassen fluevægt af Arthur Olsen, Ørnulf.

### Herrer
| Vægtklasse: | Guld:                                 | Sølv:                    | Bronze:                     |
| Fluevægt    | Reidar Johansen, Tjalve               | Johan Olsen, Ørnulf      | Olaf Nilsen, Fagf.          |
| Bantam      | Oddmund Gravem, Trondhjems Boksekreds | Øyvind Hauge, Ørnulf     | Helmer Karlsen, OAK         |
| Fjervægt    | Arthur Olsen, Ørnulf                  | Haakon Lind, Fagf.       | Haakon Nilsen, OAK          |
| Letvægt     | Martin Johansen, Ørnulf               | Alf Nyberg, Tjalve       | Kr. Axelsen, Sandviken      |
| Weltervægt  | Gunnar Johansen, Ørnulf               | Erling Mikkelsen, Ørnulf |                             |
| Mellemvægt  | Edgar Christensen, Ørnulf             | Olaf Nordvik, T.Bk.      | Wilh. Kystad, T.Bk.         |
| Letsværvægt | Torvid Grønli, T.Bk.                  | Rolf Thorsen, Ørnulf     | Bjørn Ekeberg-Eriksen, OAK  |
| Sværvægt    | Arne Ingdahl, T.Bk.                   | Reidar Thorsen, Ørnulf   | Sverre Kongelbæk, Steinkjer |